# Philippe Contamine

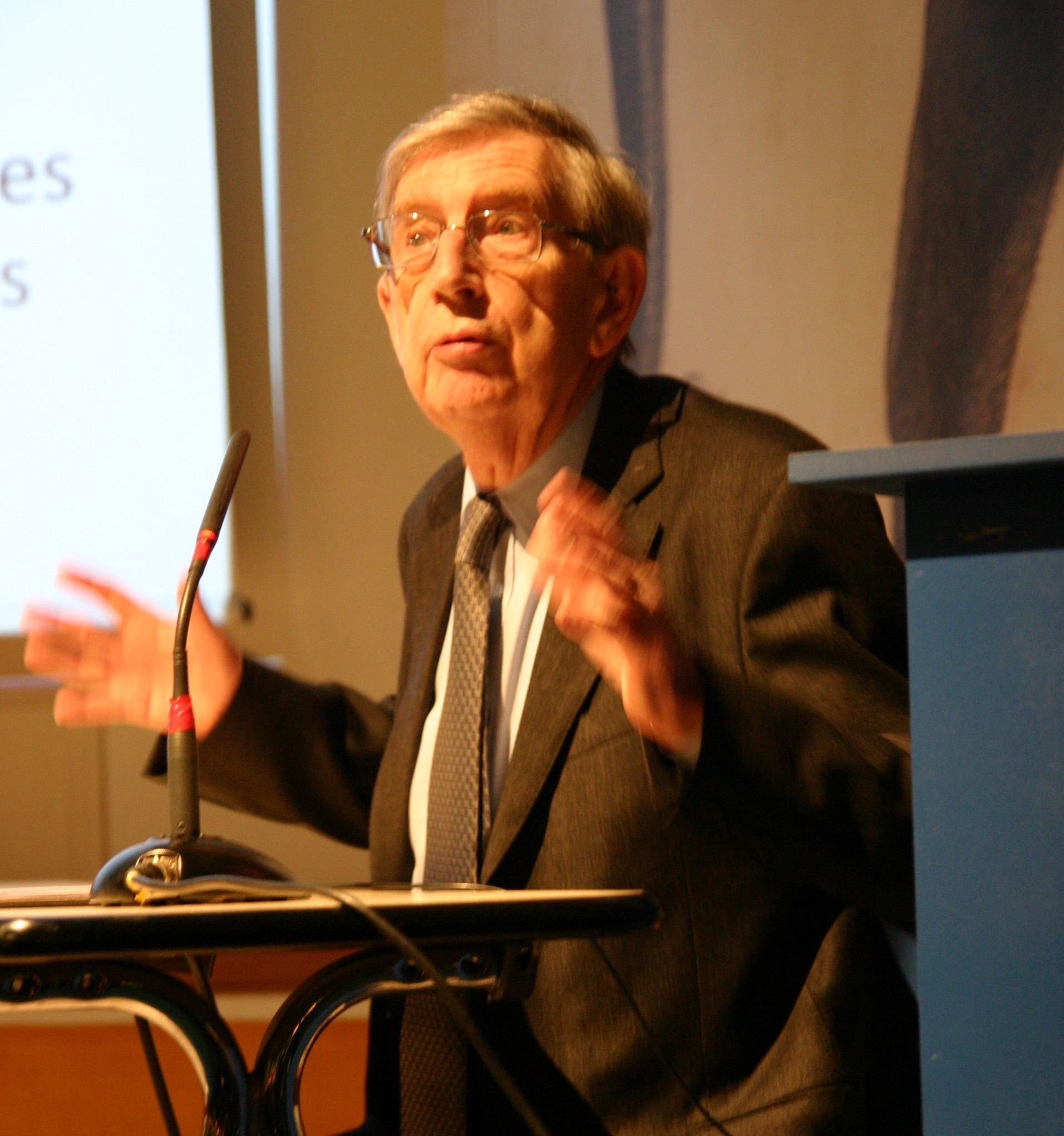
Philippe Contamine (2016)

Philippe Contamine (* 7. Mai 1932 in Metz; † 26. Januar 2022 in Paris) war ein französischer Mittelalterhistoriker, der sich auf Militärgeschichte und Adlige spezialisiert hatte.

Der Sohn von des Universitätsprofessors Henry Contamine wuchs in der Normandie und in der Bretagne auf. Er studierte Geschichte. Ab 1965 lehrte er als Lehrbeauftragter und ab 1970 als Professor an der Universität Nancy, ab 1973 in Paris-Nanterre, ehe er von 1989 bis 2000 als Nachfolger von Henri Dubois an der Universität Paris-Sorbonne lehrte. Er war Präsident der Académie des Inscriptions et Belles-Lettres, der Société de l’histoire de France und der Société des antiquaires de France.
In der Fachwelt bekannt wurde er durch sein Werk Krieg im Mittelalter von 1980 und seine Arbeiten zur Staats- und Adelsgeschichte im mittelalterlichen Frankreich. Jahrzehntelange forscht er zu Jeanne d’Arc. Er verfasste in den Jahren von 1978 bis 1998 für das Lexikon des Mittelalters 145 Artikel.
Für seine Forschungen wurden ihm zahlreiche wissenschaftliche Ehrungen und Mitgliedschaften zugesprochen. Im Jahr 1973 erhielt mit dem Grand Prix Gobert den höchsten Historikerpreis. Er war Mitglied der Ehrenlegion, der Royal Historical Society und der Academia Europaea (1993). 2002 erhielt er das Bundesverdienstkreuz 1. Klasse. Contamine wurde 2010 die Ehrendoktorwürde der Philosophischen Fakultät der Universität Potsdam verliehen. Er wurde damit für sein herausragendes wissenschaftliches Lebenswerk auf den Gebieten der mittelalterlichen Militär-, Adels- und Staatsgeschichte geehrt.

## Schriften (Auswahl)
- Guerre, État et société à la fin du Moyen Âge. Études sur les armées des rois de France, 1337-1494 (doctoral thesis, 1972)
- La vie quotidienne pendant la guerre de Cent Ans, France et Angleterre (XIV siècle), Paris 1976 (La vie quotidienne).
- La Guerre au Moyen-Âge, 1980, Nachdruck: Presses universitaires de France, 1999.
- La noblesse au royaume de France, de Philippe le Bel à Louis XII. Essai de synthèse, Presses Universitaires de France, 1997.
- mit Olivier Guyotjeannin, Régine Le Jan (Hrsg.): Histoire de la France politique, Bd. I: Le Moyen Âge, 481–1514, le roi, l’Église, les grands, le peuple, Seuil, 2006.